# Gare de Bessengué
La gare de Bessengué est une gare ferroviaire camerounaise des lignes de Douala à Yaoundé et de Douala à Kumba. Elle est  située dans le quartier Bessengué, frontalier entre Deïdo (quartier résidentiel), Bassa (Quartier résidentiel et industriel) et Akwa (quartier des affaires), de la ville de Douala, plus grande ville et centre économique du pays.

## Situation ferroviaire
La gare de Bessengué est l'origine des lignes de Douala à Yaoundé et de Douala à Kumba.

## Histoire
La gare de Bessengué est inaugurée le 16 juillet 1978. Elle remplace l'ancienne gare de Besséké située près du port.

## Service des voyageurs

### Accueil
Elle dispose d'un bâtiment pour les voyageurs, avec une tour horloge visible de loin. Elle dispose, d'un grand hall avec guichet et d'une galerie marchande.

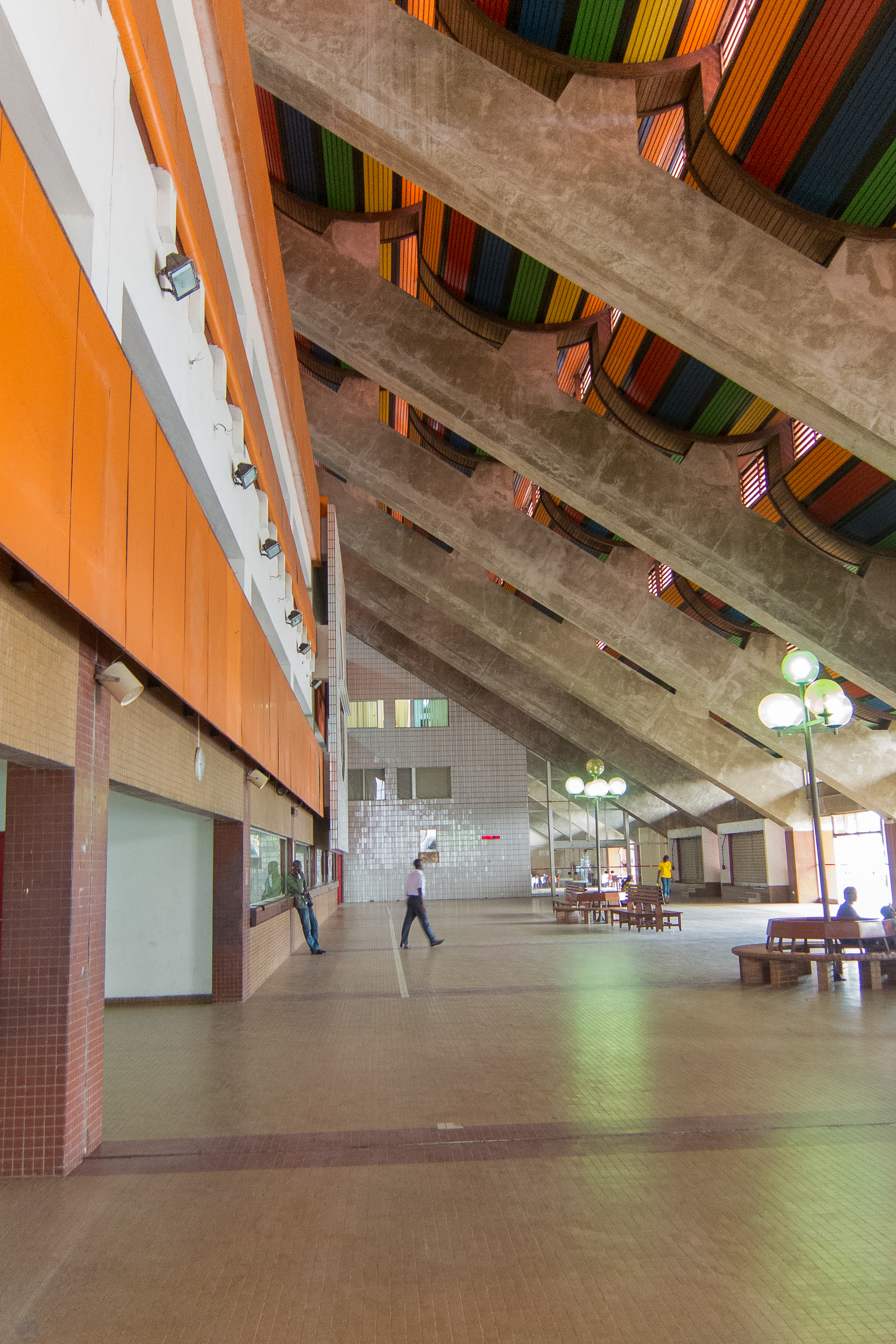
Intérieur Gare de Bessengué - Douala, Cameroon.

### Intermodalité
Un parking pour les véhicules y est aménagé.

## Service des marchandises
Elle est ouverte au service des marchandises (fret) et au transit de fret international. Elle dispose, de terminaux fret ouverts ou sous hangar d'une zone industrielle et d'un parking aménagé pour les camions et le transport lourd.

## Service Infrastructure
Bessengué abrite le plus grand centre technique de Camrail, le concessionnaire des chemins de fer du Cameroun.

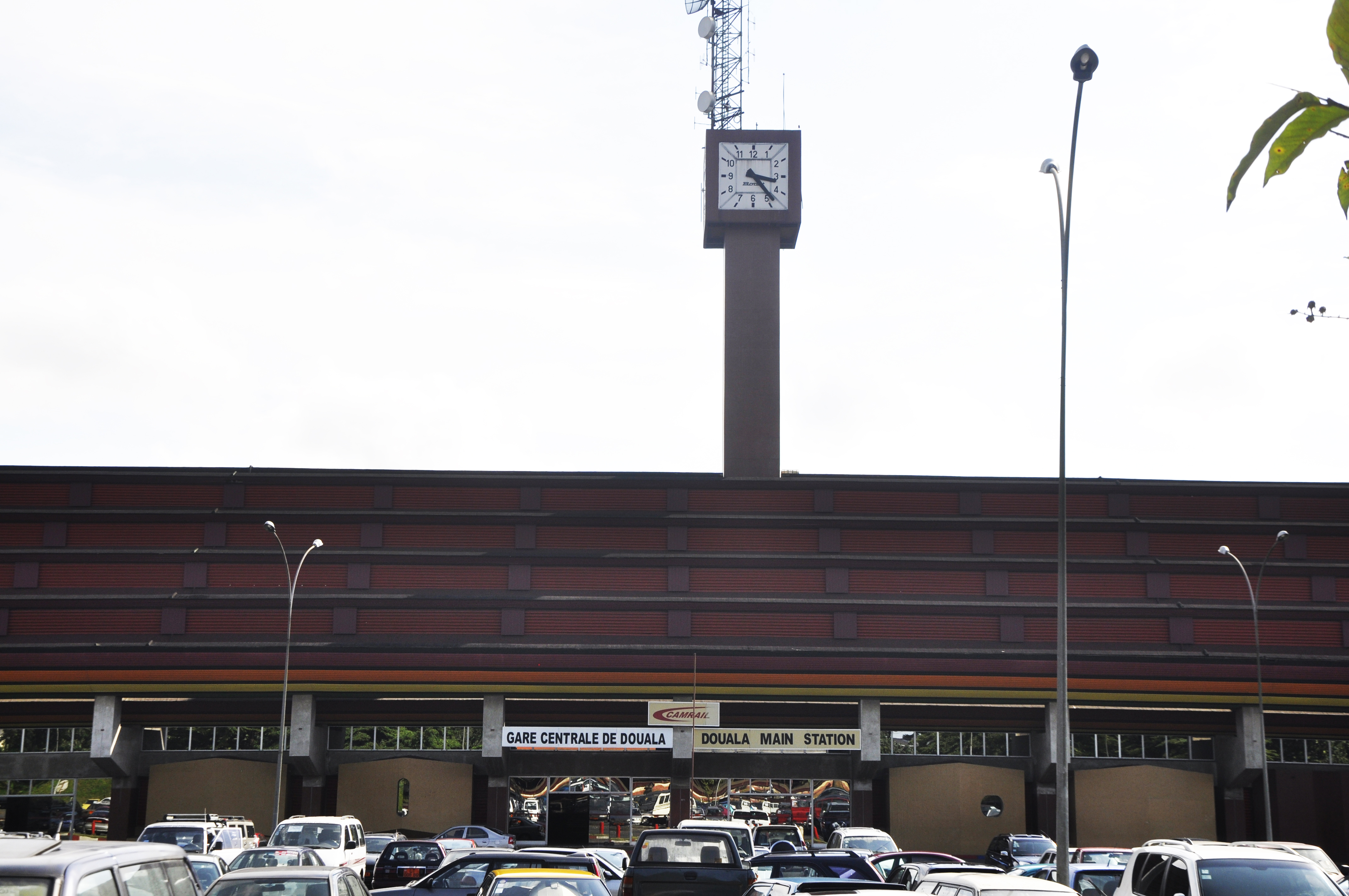
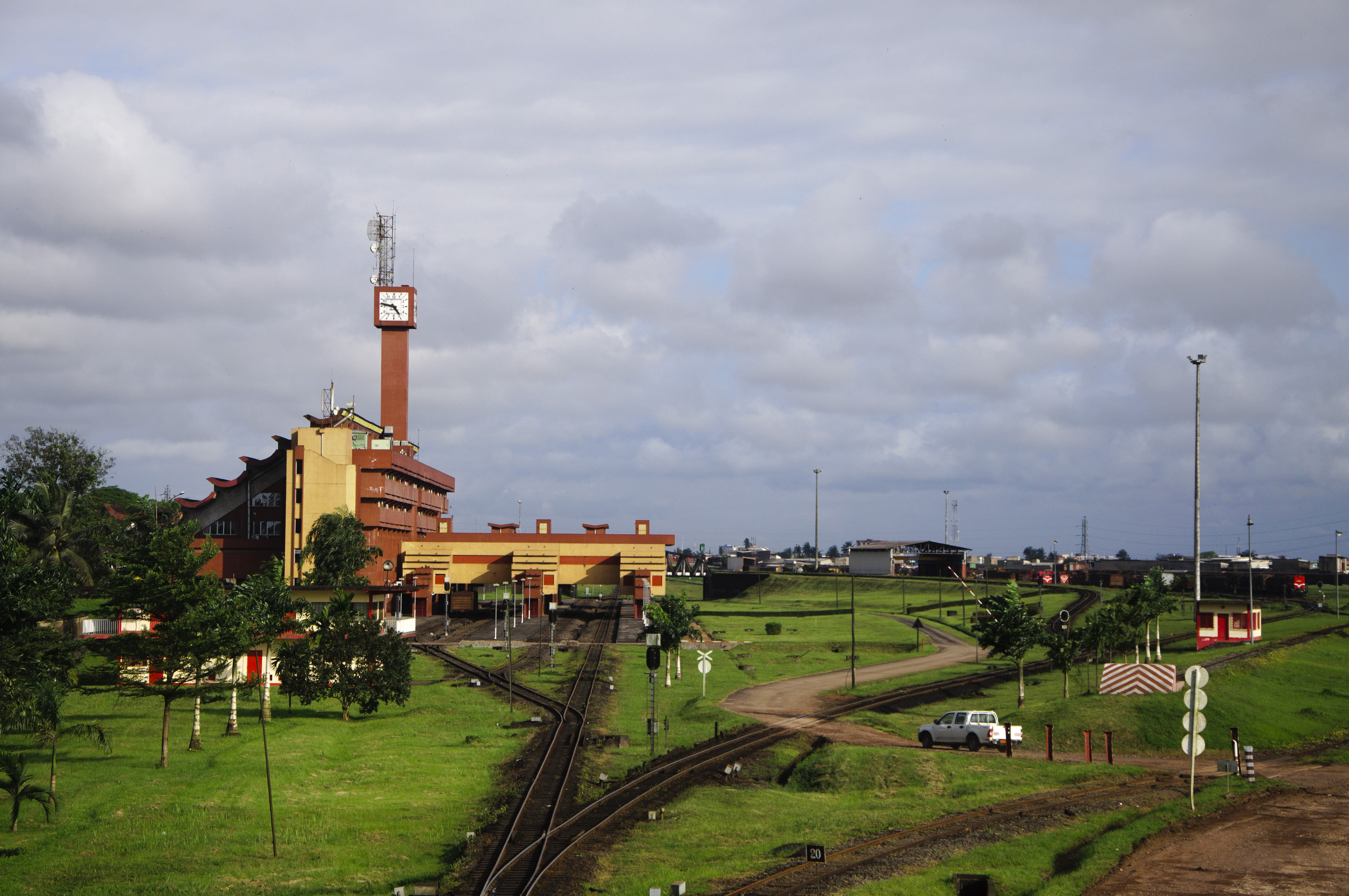
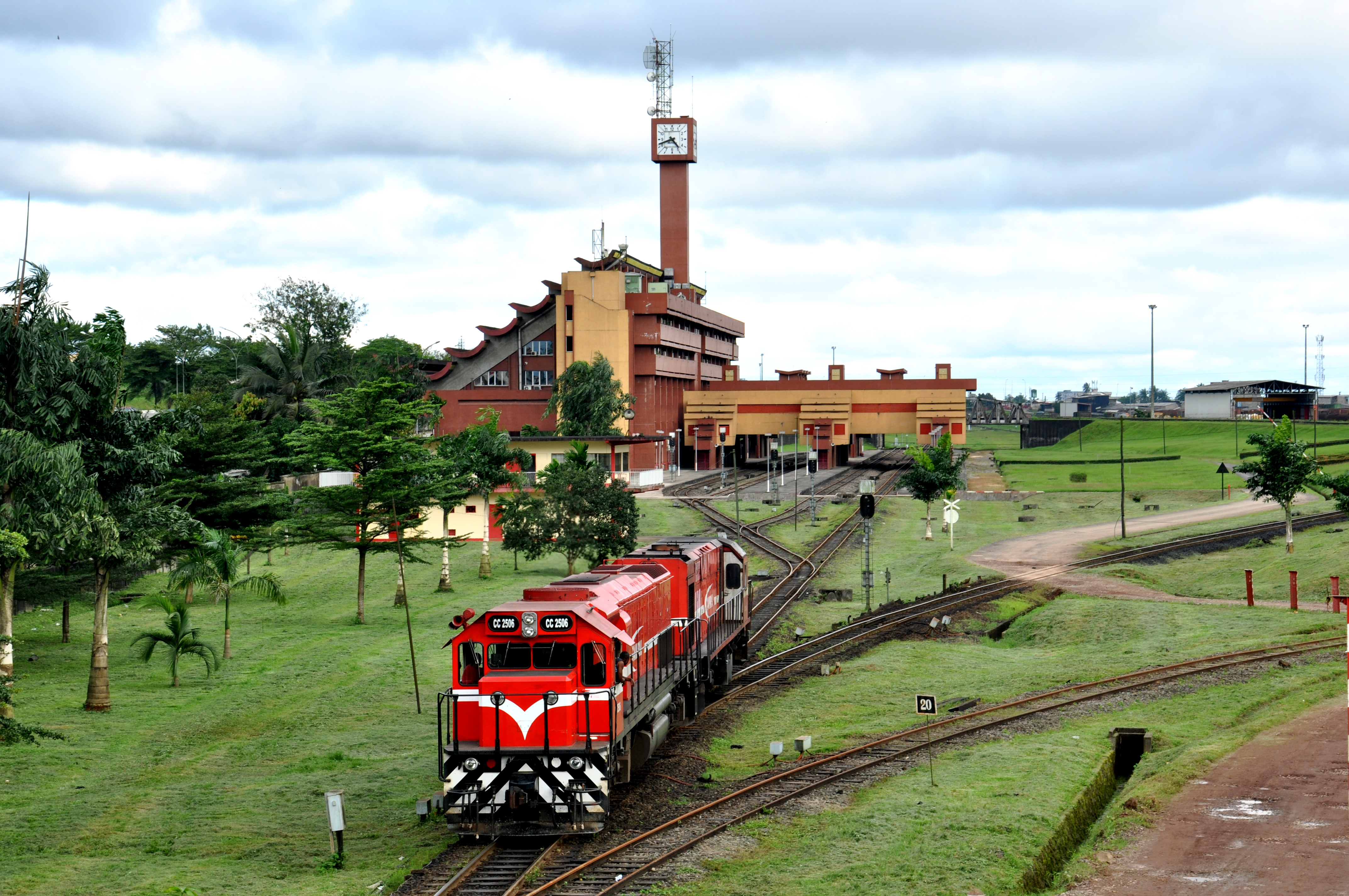
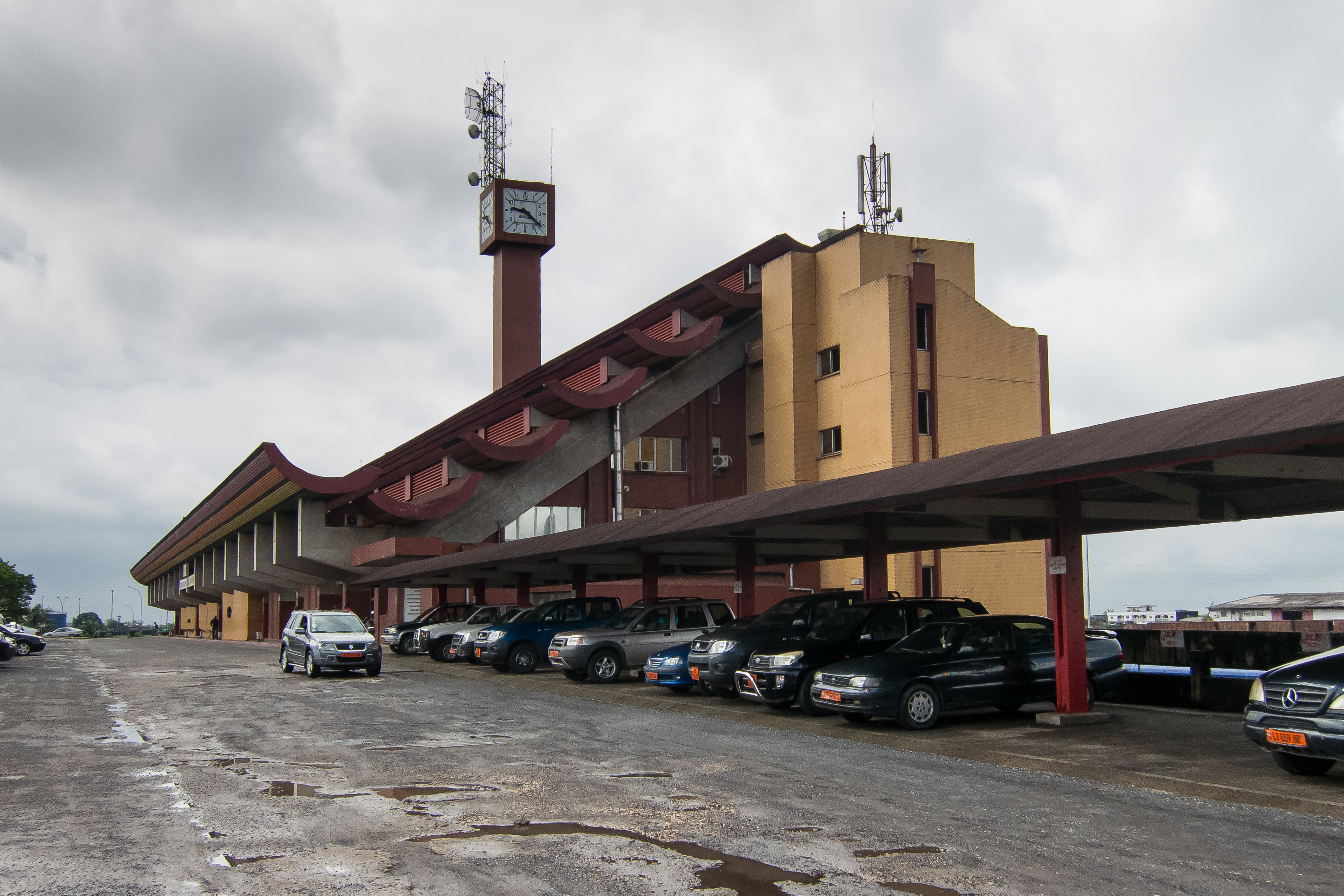
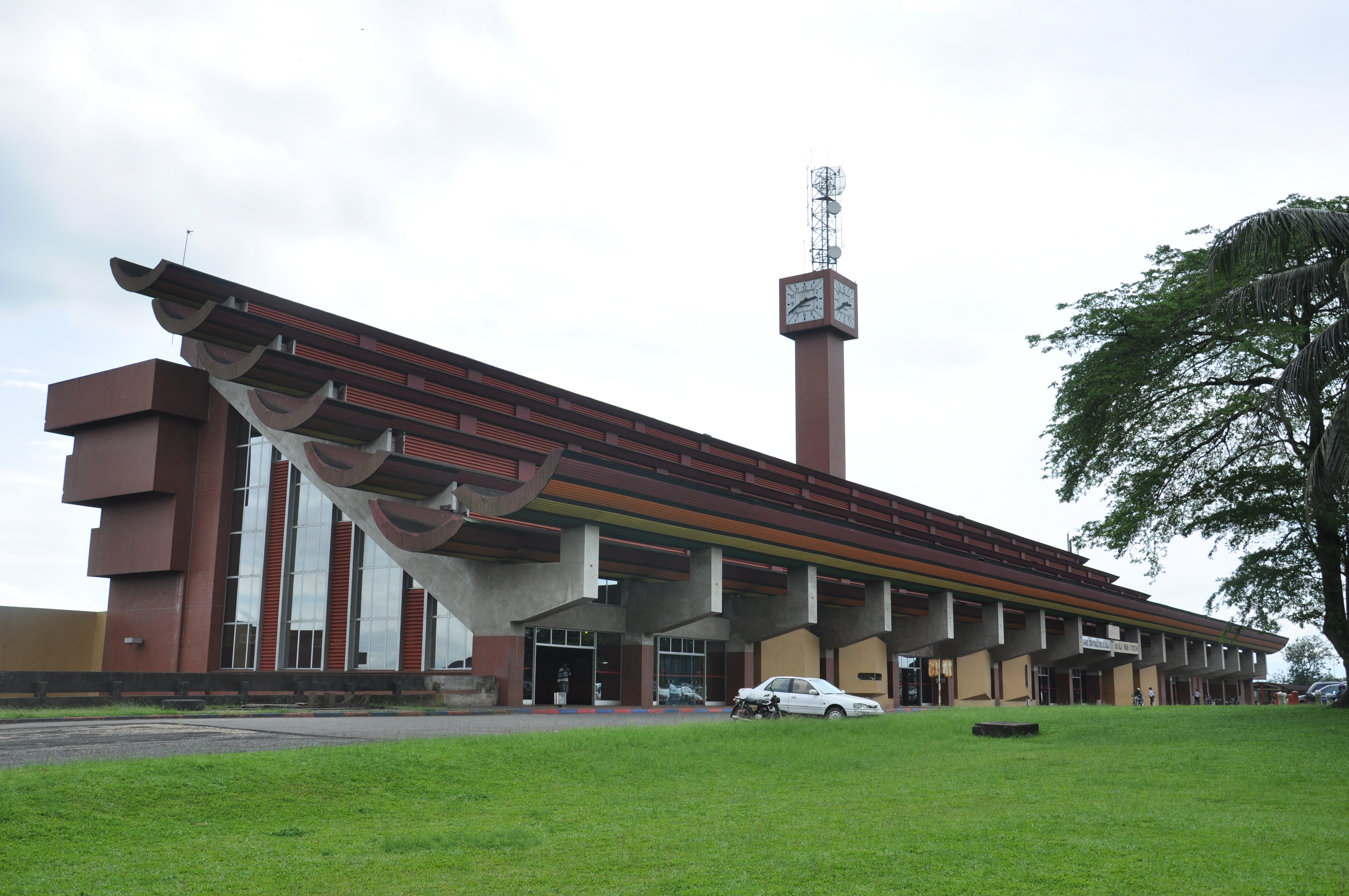
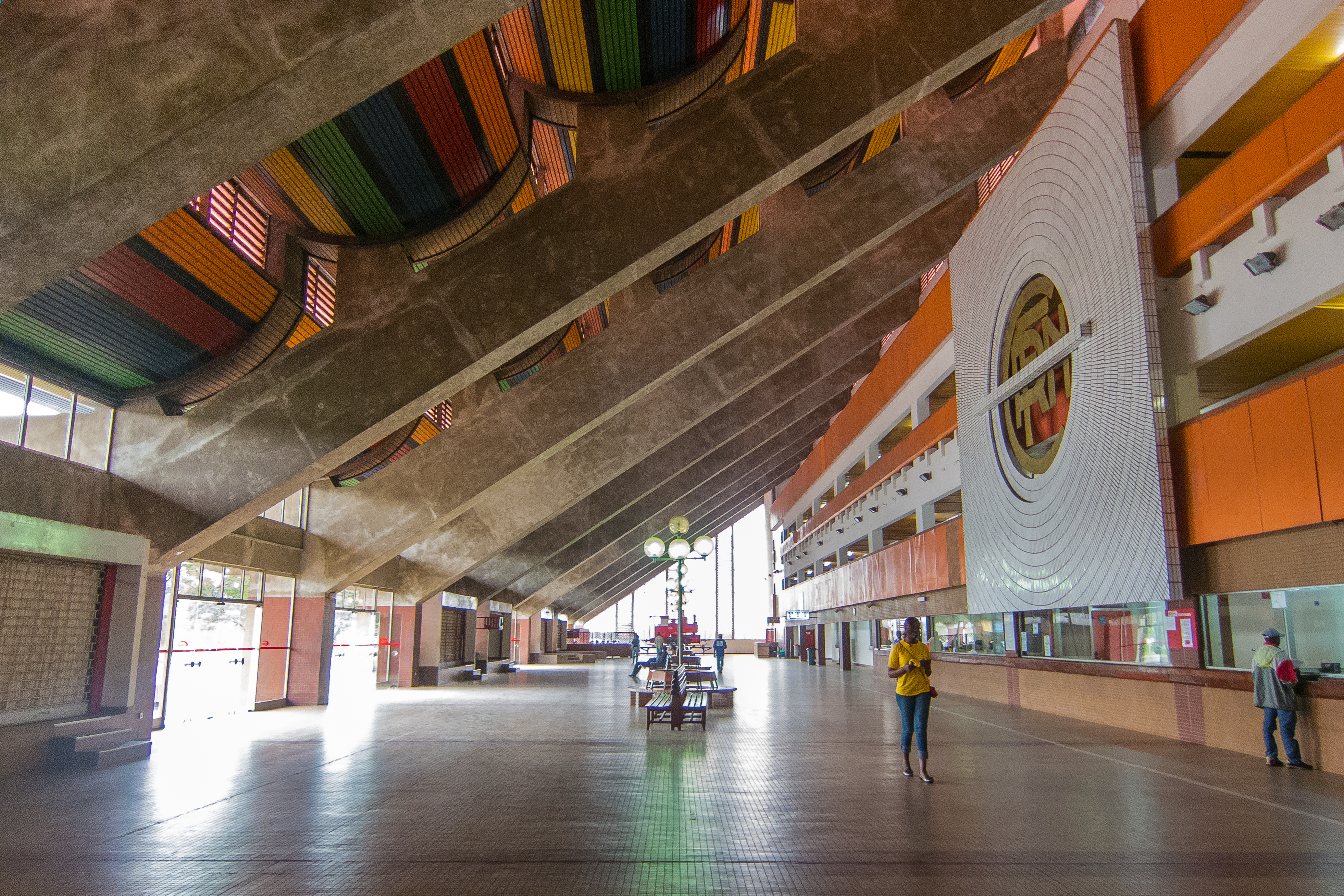

| Type de transit                                                            | Transit/an (Recette)                       | Départ    | Arrêt précédent | Opérateur(s) | Opérateur(s) | Opérateur(s) | Arrêt suivant | Destination |
| -------------------------------------------------------------------------- | ------------------------------------------ | --------- | --------------- | ------------ | ------------ | ------------ | ------------- | ----------- |
| Voyageurs                                                                  | 1,4 Million, (12,7 Millions d'€)           | Bessengué | Bessengué       |              | Camrail      |              | Dibamba       | Yaoundé     |
| Fret Global (Coton, Cacao, Céréales, Bois, Produits pétroliers, Bétail...) | 1,65 million de tonnes (74,2 Millions d'€) | Port      | Port            |              | Camrail      |              | Dibamba       | Yaoundé     |